# Мышковичи (Тернопольская область)
Мышковичи (укр. Мишковичі) — село в Великоберезовицкой поселковой общине Тернопольского района Тернопольской области Украины. Расположено на левом берегу реки Серет, на юге района.
Население по переписи 2001 года составляло 2071 человек. В 2014 году проживало 2111 человек. Почтовый индекс — 47732. Телефонный код — 352.